# Глязер, Самсон Вольфович
Самсон Вольфович Глязер (также Самсон Вульфович, литературный псевдоним Г. Самсонов; 11 мая 1908, Москва — 26 января 1984, там же) — советский фигурист, организатор спорта и тренер по фигурному катанию, арбитр, спортивный журналист, литератор и педагог-методист. Мастер спорта СССР.
В паре с Ларисой Новожиловой — чемпион Москвы (1930), победитель Зимней спартакиады народов СССР (1948) и бронзовый призёр первенств СССР (1946, 1947, 1948, 1949, 1951). Судья первой категории (1961). Сыграл важную роль в развитии фигурного катания в СССР.

## Биография
Родился в Москве, в семье Вольфа Самсоновича Глязера (1885—1956) и Ревекки Львовны Глязер (урождённой Кавиной, 1887—1959). Отец работал заведующим рекламно-художественным отделом ГУМа, а также на ВСНХ и в Народном комиссариате просвещения и театра; семья жила в доме № 21 по улице Мясницкой, кв. 75.. Кататься на коньках начал в десятилетнем возрасте на катке Общества физического воспитания на Девичьем поле. В 16 лет перешёл на каток «Петровка, 26» при Московском речном яхт-клубе Райкомвода. Воспитанник Н. А. Панина-Коломенкина. В девятнадцатилетнем возрасте (1927) организовал школу фигурного катания и танцев на льду на улице Мясницкой, 47, где работал руководителем школы и тренером. Выступал в паре с Ларисой Новожиловой на протяжении последующих 25 лет, сначала за спортивное общество «Большевик», затем «Буревестник».
В 1931 году Самсон Глязер организовал первую в Советском Союзе школу танцев на коньках при Центральном парке культуры и отдыха имени Горького (ЦПКиО), где проработал 52 сезона до 1983 года. Окончил три курса исторического факультета МГУ.
С конца 1920-х годов сотрудничал в газетах «Комсомольская правда», «Пионерская правда», журналах «Огонёк» и «Смена», где вёл постоянные рубрики. Занимался созданием новых игр-викторин, развлекательных и интеллектуальных, одной из самых известных стала «Культснайпинг» (или «Отвечай метко»), публиковавшаяся на страницах «Комсомольской правды» начиная с 1934 года. В следующем году «Культснайпинг» была издана отдельной книгой. В 1935—1936 годах опубликовал ряд новых познавательных игр: «Города и годы» и «Великие люди» в «Пионерской правде», «Глобус» в «Огоньке», «Путешествие по СССР» для радиослушателей. Все игры, как и большинство книг писателя, иллюстрировал художник Лев Смехов (1908—1978), дядя актёра Вениамина Смехова. Игры приобрели широкую популярность, так в игре «Великие люди» приняло участие около 20 тысяч детей. Позже С. В. Глязер создал упрощённые варианты игр для жителей сельской местности — «Культснайпинг для колхозных читателей», «Затейник в колхозе», «Культурный полевой стан». Собранная им коллекция насчитывает 15 тысяч игр с описанием и библиографией в 9 томах.
С началом Великой Отечественной войны был мобилизован, окончил Рязанское пехотное училище, где продолжил службу преподавателем в звании лейтенанта. Это училище было им описано в книге «Наше училище» (с А. Гришиным, 1943).
В 1945 году руководил разработкой передвижного катка, который был продемонстрирован 12 августа 1945 года на Всесоюзном параде физкультурников на Красной площади; каток был оборудован на прицепе автомобиля, фигурное катание на нём выполняли Самсон Глязер и Татьяна Гранаткина. Тогда же переключился на разработку катка с искусственным льдом, технической частью которого занимался инженер Научно-исследовательского института холодильной промышленности (НИИ Гипрохолод) Самуил Львович Гимпелевич на территории бывшего Лазаревского кладбища в Детском парке Дзержинского района при поддержке директора парка Л. Г. Черкасского и финансировании Московского метрополитена имени В. И. Ленина (технология создания катка была запатентована С. Л. Гимпелевичем в 1959 году) Каток начал регулярную работу в 1951 году, помимо фигуристов в вечернее время здесь тренировалась хоккейная команда во главе с Анатолием Тарасовым. Этот каток в Марьиной Роще стал первым катком с искусственным льдом в СССР, на протяжении 1950-х годов были построены ещё четыре подобных катка..
В 1954 году Самсон Глязер создал на этом же катке детского парка Дзержинского района первый в стране «Театр на льду». В этом театре работали конферансье Борис Брунов, постановщица танцев Лариса Новожилова и хореограф Иван Стецкий. В 1955 году вместе с Л. Новожиловой окончил первый набор школы тренеров ГЦОЛИФКа, в котором он впоследствии преподавал. Внедрял новые виды игр на льду (например, бадминтон на коньках).
Первая книга развлекательных игр вышла в 1930 году в издательстве «Безбожник». В 1937 году выиграл конкурс на учебник истории для средних школ, написанный в соавторстве с женой О. Жемчужиной — «Элементарный курс истории СССР с краткими сведениями по всеобщей истории». Автор исторических книг для школьников «Великий русский полководец А. В. Суворов» (1938), «Ледовое побоище» (1938), «Битва на Чудском озере» (1938), «Иван Болотников — вождь крестьянской войны начала XVII в.» (1941), «Наше училище» (1943), «Иван Болотников» (1948), и пособий по спортивным и познавательным играм для юношества, в том числе «Забавы и аттракционы» (1931), «Аттракционы в клубе» (1933), «Отряд жизнерадостных ребят» (1933), «Культснайпинг. Стать наркоматом культурного отдыха» (1935), «Наука на досуге» (1935), «Познавательные игры» (1951), «Азбука начинающего фигуриста» (1961 и 1969), «Делу — время, потехе — час!» (1962), «Игры со словами» (1966), «На земле, в небесах и на море» (1969), «Играйте с нами» (1971 и 1973), «Зимние игры и развлечения» (1973), «Дом мой — стадион мой» (1974), «Весёлые клюшки» (1975), «Ларчик с играми» (1975), «Олимпиада во дворе, где живут „весёлые чижи“» (1978), «Игры молодёжи» (1980, 1981). В книге «Ларчик с играми» (1975) приводятся более 200 собранных автором игр с чертежами, расчётами, рисунками и практическими советами. Вместе с художником Алексеем Орловым выпустил диафильм «Золотые клюшки» (студия «Диафильм», 1974).
В послевоенные годы публиковался и вёл рубрики в газетах «Пионерская правда», «Комсомольская правда», «Советский спорт», журналах «Затейник», «Вожатый», «Огонёк», «Техника — молодежи», «Семья и школа», «Знание — сила», «Физкультура и спорт», «Смена», «Юный техник», где руководил отделами игр и развлечений. Составил серию настольных игр для детей, в том числе «складышей» для журнала «Моделист-конструктор», где тоже вёл рубрику. Также публиковался в специализированных журналах «Физическая культура в школе», «Спортивные игры», «Спорт в школе».
Среди воспитанников Самсона Глязера — Людмила Кубашевская, Зинаида Подгорнова, Нина Ружицкая, Татьяна Ушакова, Алла Мурашова, Антонина Карцева, Тамара Широкова, Юрий Невский, Кирилл Гуляев, Елена Слепова, Валерий Мешков, Елена Котова, Татьяна Московская, Зоя Силанова, Лев Корчагин, Людмила Белоусова, Ирина Роднина, Татьяна Катковская, Татьяна Капусткина, Лариса Ловцева, Ольга Шепелева, Борис Шевченко, Татьяна Тарасова и многие другие.
Фестиваль массовых танцев на льду памяти С. Глязера проводился в 1999—2000 годах. Мемориал С. Глязера по спортивному балету на льду проводился в 2011 году в ФФКК Москвы. В 2012 году было проведено первенство среди танцевальных коллективов Москвы и Московской области, посвящённое памяти Самсона Глязера и Ларисы Новожиловой. Выставка «Цветочный фигурист», посвящённая столетию со дня рождения Самсона Глязера, прошла в Музее фигурного катания на подмосковной спортивной базе учебно-тренировочного центра «Новогорск» (2008); там же организована постоянная экспозиция, посвящённая трём важнейшим фигурам в становлении фигурного катания в СССР — Станиславу Жуку, Николаю Панину-Коломенкину и Самсону Глязеру.

## Семья
Первая жена оставила С. В. Глязера в 1931 году с годовалым ребёнком, которого он воспитывал сам.
- Сын — экономист и статистик Лев Самсонович Глязер (1930—1985), автор монографий «Необходимость и сущность хозяйственной реформы» (М.: Экономика, 1966), «Некоторые вопросы методологии планирования общественных фондов потребления» (М.: Экономика, 1966), «Управление наукой и научно-техническим прогрессом» (М.: Институт экономики АН СССР, 1975) и других.
- Вторая жена (гражданский брак) — Ольга Жемчужина, соавтор (с С. В. Глязером) «Элементарного курса истории СССР» (1937); в том же году она была репрессирована.
- Третья жена — Лия Лазаревна Соломянская, вместе с мужем написавшая несколько пособий по спортивным и познавательным играм для юношества.

## Книги
- Досуг безбожника (с Н. Копиевским). М.: Безбожник, 1930.
- Забавы и аттракционы. М.: Молодая гвардия, 1931.
- Сообразительный комсомольский затейник. М.: Молодая гвардия, 1931.
- Аттракционы в клубе. М.: Профиздат, 1933.
- Отряд жизнерадостных ребят (игры в пионерлагере, сборник первый). М.: Молодая гвардия, 1933.
- Наука на досуге: сборник занимательных задач, головоломок, фокусов, игр из области физики, математики, географии, астрономии, метеорологии, химии (с Я. И. Перельманом, В. И. Прянишниковым и В. В. Рюминым). Л.: Молодая гвардия, 1935.
- Культснайпинг (стать наркоматом культурного отдыха — игры на сообразительность и проверку знаний молодёжи). М.: Молодая гвардия, 1935.
- Зимний стадион (с 66 рисунками Л. Смехова). М.: Издательство «Крестьянская газета», 1935.
- Культурный полевой стан. М.: Издательство «Крестьянская газета», 1935.
- Зимний спорт (с Г. А. Гильгендорфом). М.: Молодая гвардия, 1935.
- Карнавал (с 89 рисунками Л. Смехова). М.: Издательство «Крестьянская газета», 1935.
- Физическая культура в школе: организация и методика самодеятельной работы по физкультуре в неполной средней и средней школе. Центральный научно-исследовательский институт физкультуры. М.: Физкультура и туризм (типография издательства «Крестьянская газета»), 1936.
- Районный детский парк культуры и отдыха (в помощь организаторам детских парков Московской области). Московский областной отдел народного образования. М. Стеклография НКПС, 1936.
- Затейник в колхозе. М.: Московский рабочий, 1936.
- Детские сады и парки (практические материалы по оборудованию, оформлению и организации досуга в детских парках, садах, скверах и на улицах). М.: Молодая гвардия, 1937.
- Казахстан: игра-путешествие по СССР для радиослушателя. М.: Типо-стеклография Куйбышевского промтреста, 1937.
- Элементарный курс истории СССР с краткими сведениями по всеобщей истории (с О. Жемчужиной). М.: Учпедгиз, 1937. — 331с.[22]
- Грузия: игра-путешествие по СССР для радиослушателя. М.: Типо-стеклография Промтреста Куйбышевского района, 1937.
- Созвездие одиннадцати. Серия седьмая: Армения. М.: Типо-стеклография Промтреста Куйбышевского района, 1937.
- Узбекистан: игра-путешествие по СССР для радиослушателя. М.: Типо-стеклография Куйбышевского промтреста, 1937.
- Азербайджан: игра-путешествие по СССР для радиослушателя. М.: Типо-стеклография Куйбышевского промтреста, 1937.
- Великий русский полководец А. В. Суворов: жизнь и деятельность. М.: Воениздат, 1938.
- Ледовое побоище. Рисунки Л. Смехова. М.—Л.: Издательство детской литературы, 1938 и 1941; Уфа: Башгосиздат, 1942.
- Битва на Чудском озере. М.: Молодая гвардия, 1938.
- Народные празднества (в помощь организатору и оформителю первомайского праздника). М.: Издательство «Крестьянская газета», 1938.
- РСФСР: Альбом для детей. М.: Когиз, 1939.
- Украинская ССР: альбом для детей. М.: Когиз, 1939.
- Таджикская ССР: альбом для детей. М.: Когиз, 1939.
- Киргизская ССР: альбом для детей. М.: Когиз, 1940.
- Иван Исаевич Болотников. М., 1940.
- Иван Болотников — вождь крестьянской войны начала XVII в. М.: Воениздат, 1941.
- Наше училище (краткая история, с А. Гришиным). О рязанском краснознамённом пехотном училище им. К. Е. Ворошилова. Рязань, 1943.
- Иван Болотников (Г. Самсонов, Л. Соломянская). М.: Учпедгиз, 1948.
- Игры на столе (Г. Самсонов, Л. Соломянская). М.: Молодая гвардия, 1949.
- Іван Болотніков (Самсонов Г., Солом’янська Л.). На украинском языке. Киев, 1949.
- Игры учащихся. М.: Трудрезервиздат, 1950.
- Познавательные игры. М.: Трудрезервиздат, 1951.
- Делу время — потехе час! М.: Молодая гвардия, 1962.
- Игры и развлечения. М.: Молодая гвардия, 1965.
- Игры со словами. М.: Детская литература, 1966.
- На земле, на небесах и на море. М.: Молодая гвардия, 1969.
- Азбука начинающего фигуриста (практическое пособие для юных и взрослых любителей спорта, самостоятельно разучивающих элементы школьного и произвольного фигурного катания на коньках). М.: Физкультура и спорт, 1969.
- Играйте с нами. М.: Малыш, 1971 и 1973.
- Зимние игры и развлечения (Сборник подвижных и спортивных игр и развлечений на лыжах, коньках и санях). М.: Физкультура и спорт, 1972.
- Дом мой — стадион мой (с В. А. Кашицем). М.: Молодая гвардия, 1974.
- Ларчик с играми. М.: Детская литература, 1975.
- Весёлые клюшки. М.: Физкультура и спорт, 1975.
- Олимпиада во дворе, где живут «весёлые чижи» (с Л. Л. Соломянской). М.: Физкультура и спорт, 1978.
- Игры молодёжи (с Л. Л. Соломянской). В 2-х выпусках. М.: Советская Россия, 1980 и 1981.
- Кто быстрее? Кто выше? Кто сильнее? Книжка-игрушка для детей младшего возраста. М.: Малыш, 1980.
- Хоровод дружбы (набор игр для детей младшего школьного возраста). М. Малыш, 1981.